# ELife
eLife é uma revista científica de avaliação por pares de acesso livre para as ciências biomédicas e da vida. Ela foi criada no final de 2012 e patrocinada pelo Instituto Médico Howard Hughes, Sociedade Max Planck e Wellcome Trust na sequência de um seminário realizado em 2010. No primeiro ano, o jornal publicou 287 trabalhos, dos quais 182 foram trabalhos de pesquisa, 71 foram "insights", e 12 foram correções. A revista ganhou notoriedade mundial em 2015 com a publicação do artigo sobre a descoberta do Homo naledi.